# Aframon madagaskarski
Aframon madagaskarski (Aframomum melegueta), nazywany także aframonem rajskim, rajskim ziarnem – gatunek byliny należący do rodziny imbirowatych. Występuje w stanie dzikim w tropikalnej zachodniej i środkowo-zachodniej Afryce.

## Morfologia
PokrójRoślina wieloletnia, osiąga wysokość do 2 m.
ŁodygaKwiatonośna krótka, pokryta łuskowatymi liśćmi.
LiścieLiście odziomkowe wyrastają bezpośrednio z kłącza. Są podłużnie eliptyczne.
KwiatyGrzbieciste (o jednej osi symetrii), ciemnoróżowe.
OwoceWalcowate, mięsiste torebki, pomarańczowe lub czerwone. Zawierają po kilkadziesiąt nasion.

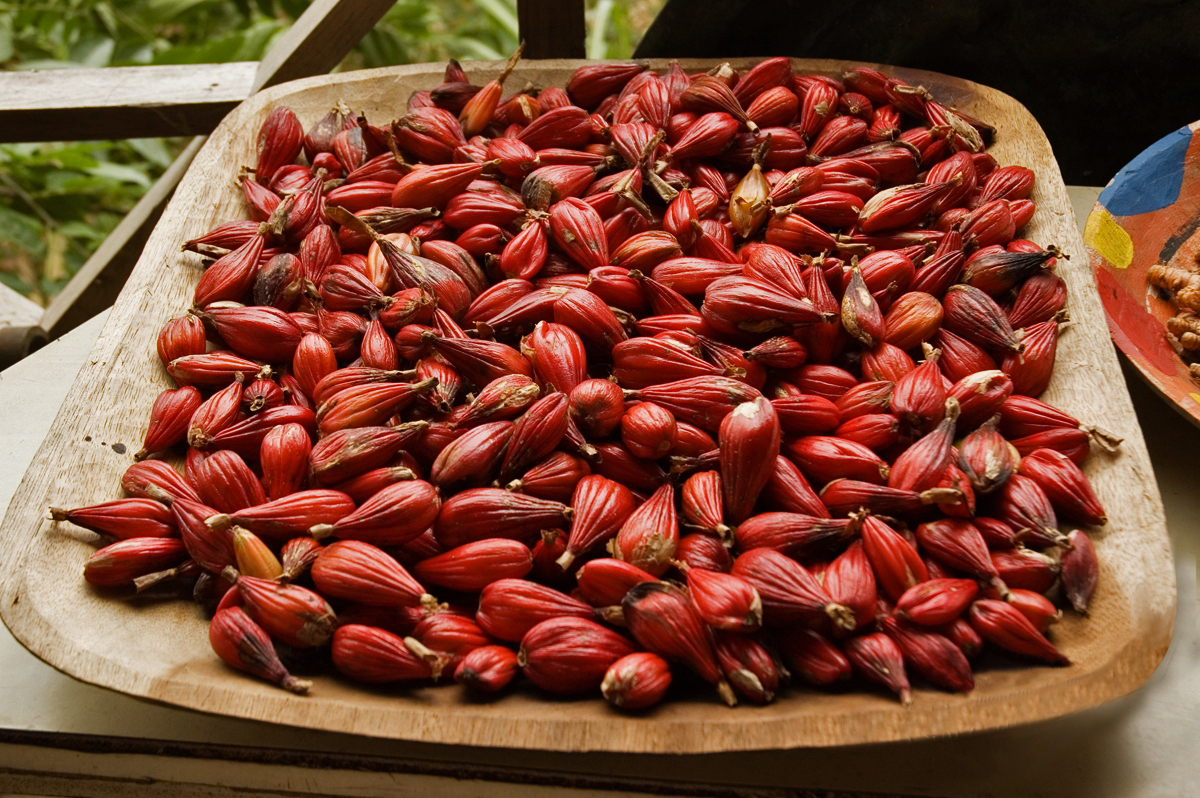
Owoce
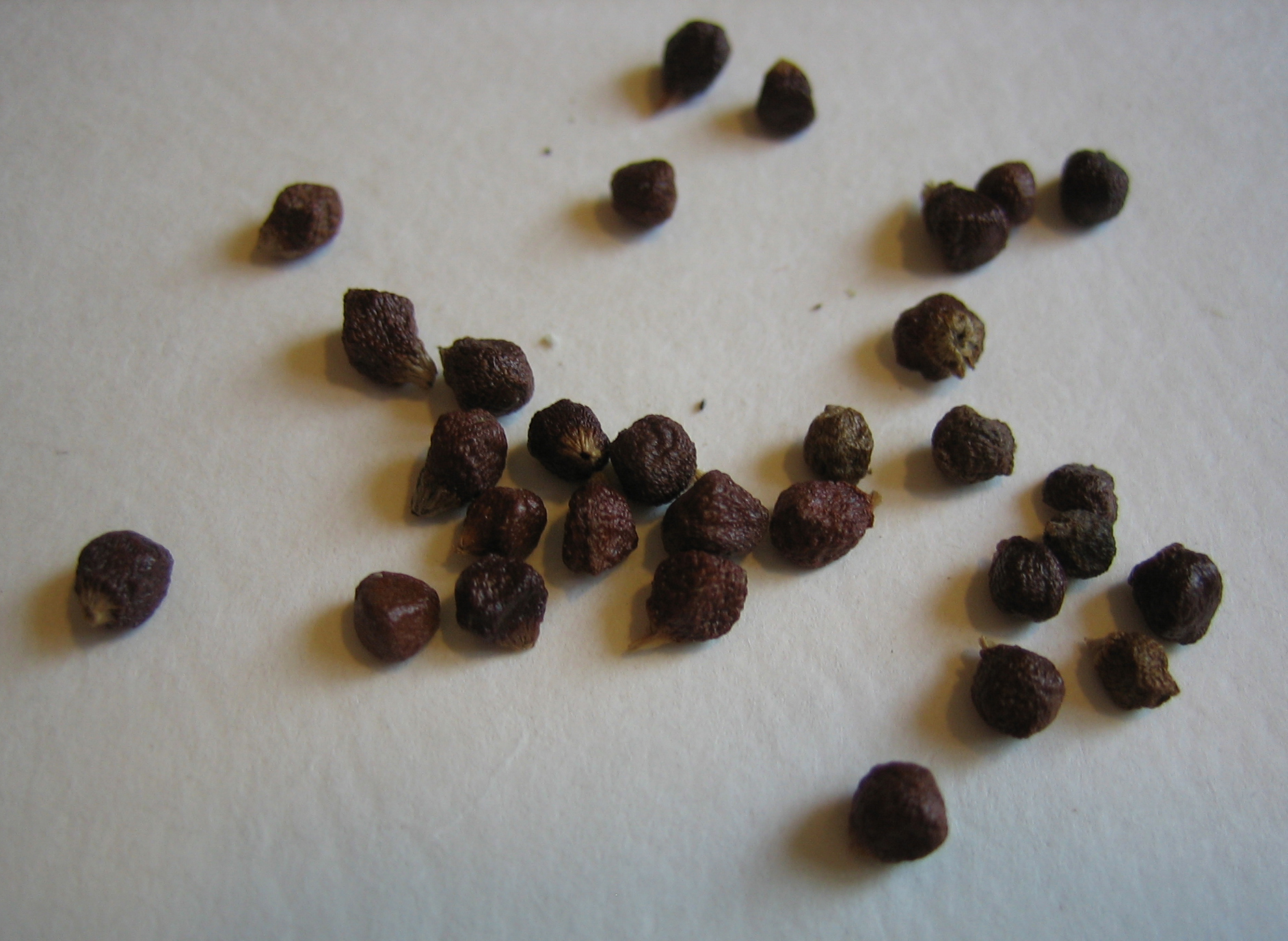
Nasiona

## Systematyka i nazewnictwo
Synonimy: Aframomum grana-paradisi (L.) K.Schum., Aframomum meleguetella K.Schum., Alpinia grana-paradisi (L.) Moon, Amomum grana-paradisi L., Amomum grandiflorum Sm., Cardamomum grana-paradisi (L.) Kuntze, Cardamomum grandiflorum (Sm.) Kuntze.

## Zastosowanie
- Roślina lecznicza[7][6]
- Roślina przyprawowa[7]: jako przyprawa używane są ostre w smaku i silnie aromatyczne nasiona[6].